# Вилла-д’Адда
Вилла-д’Адда (итал. Villa d'Adda) — коммуна в Италии, располагается в регионе Ломбардия, в провинции Бергамо.
Население составляет 4649 человек (2008), плотность населения составляет 775 чел./км². Занимает площадь 6 км². Почтовый индекс — 24030. Телефонный код — 035.
Покровителем коммуны почитается святой апостол Андрей Первозванный, празднование 30 ноября.

## Демография
Динамика населения:

## Администрация коммуны
- Официальный сайт: http://www.comune.villadadda.bg.it